# エクィテス

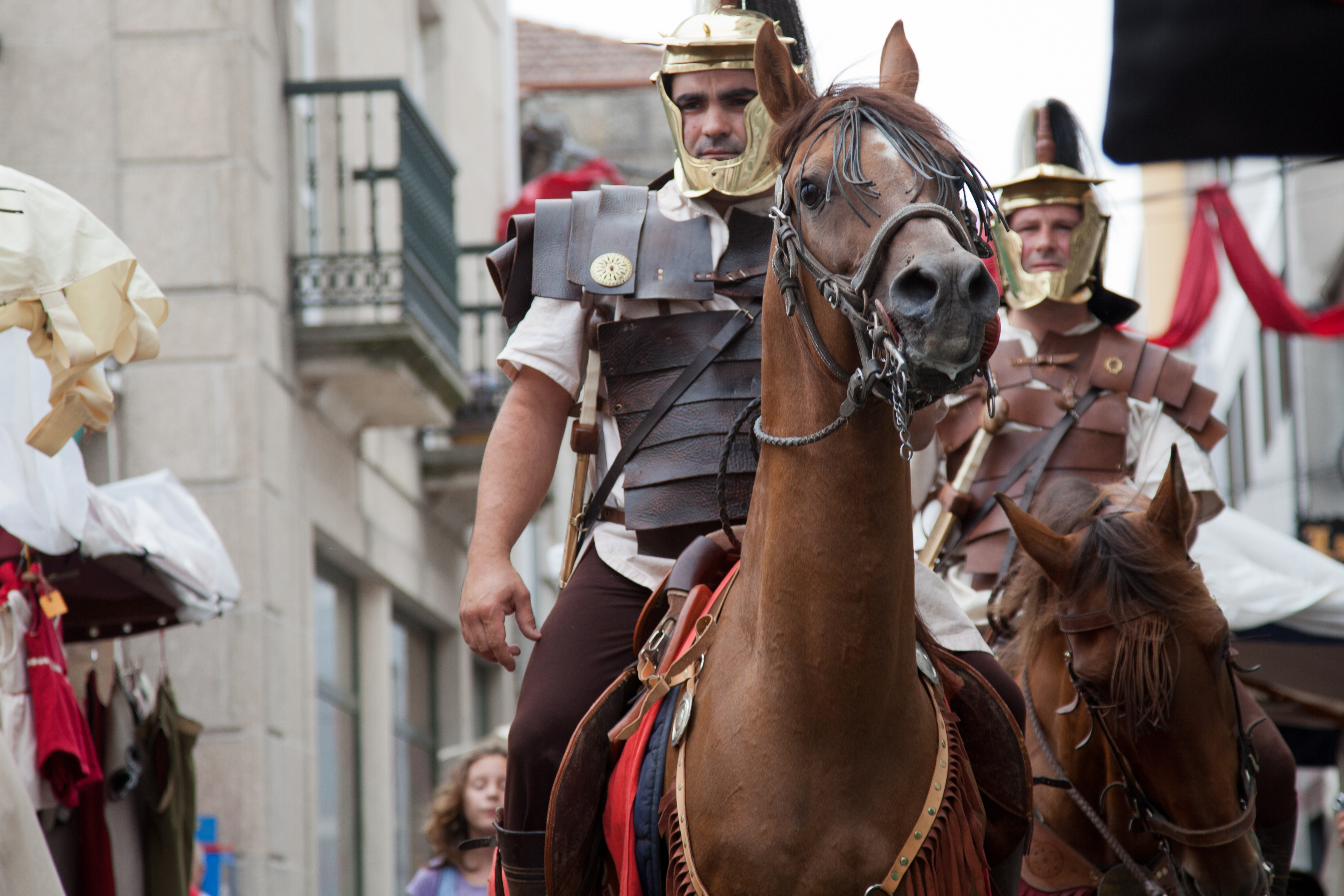
デキムス・ユニウス・ブルトゥス・カッライクスの伝説に由来する忘却の祭典でのエクィテスの扮装

エクィテス（ラテン語：eques 複数形 equites）とは、古代ローマのローマ人によって編成される騎兵部隊。日本語では騎士身分などと訳される。元々は富裕層が騎兵としてその義務を果たしていたが、共和政ローマの伸張と種々の法改正によって、徐々に軍事的なものから経済活動を行う集団として区別されるようになった。
共和政期にまとまりのなかったこの集団は、帝政ローマが成立すると、アウグストゥスの改革によって再規定された。

## 概要

### 軍事的エリートとして
そもそもは王政ローマのロームルス王によって、300名の勇者が護衛として選抜され、ケレレスと呼ばれたのがエクィテスの起源とされる。その後騎兵部隊は600騎に増え、更にセルウィウス・トゥッリウス王によって1200騎が加えられたが、従前からある600騎とは区別された。このことをもって、新たに加えられたのはパトリキではなく、プレブスからであったとする説もある。国家から馬にかかる費用を支給される彼らは公有馬の騎士（equites equo publico）と呼ばれ、共和政期にはほぼ定期的なケンソルによる再審査（equitum recognatio）を受けた。
紀元前252年には、ケンソルによって400名ものエクィテスが公有馬を取り上げられており、紀元前204年にはケンソルであったマルクス・リウィウス・サリナトルとガイウス・クラウディウス・ネロがお互いに譴責（ノタ・ケンソリア）を行い、お互いの公有馬を没収しあうようなことも起っている。

### ケントゥリアの成立
セルウィウス王の改革によってケントゥリアが創設されると、資産に応じて分けられた5つの階級（クラッシス）の上に、1800名の騎士が18の騎兵ケントゥリアとして編成された。長らく市民兵制（有事の際、国民が資産に応じて自前で装備を調達する）をとっていた共和政ローマでは、市民の中でも裕福な第一クラッシスには重装歩兵の提供が求められたが、最裕福層は騎兵の役割を担った。ケントゥリア民会ではこの18の騎兵ケントゥリア、80の第一クラッシスの順に投票が行われ、これだけで半数を超えた。最初に投票したケントゥリアに後続のケントゥリアが合わせることが多かったため、この投票順は大きな意味を持っていた。
この階級分けがリウィウスの言う通り王政時代のものかについては議論があるが、再編はあったと思われる。元老院議員も大資産家として騎兵ケントゥリアに属していたため、議員とエクィテスはあまり区別されていなかった。
鐙が発明されていない当時、乗馬は幼い頃よりの訓練が必要な特殊技能であり、またイタリア半島は馬の飼育に適しているとはいえず、馬術の訓練を積めるのは資産家に限られていた。
紀元前509年に共和政ローマが成立すると、初代執政官ルキウス・ユニウス・ブルトゥスは、タルクィニウス・スペルブスによって殺された元老院議員の欠員を、合計300人になるまでエクィテスから補充し、元の成員をパトレス（元老院議員）、補充された者たちをコンスクリプティ（登録議員）と呼んだという。
紀元前400年前後のウェイイとの戦いにおいて、私的に馬を保有していた富裕層が、騎兵として働くことを申し出たのをきっかけに、私有馬の騎士（equites equo privato）と呼ばれる人々が現れた。時代が下ると、騎兵ケントゥリアは1800名に限られていたため、例え資産があっても選ばれない人間も出てきた。一般的には、エクィテスは狭義には公有馬の騎士である1800名を指し、広義には40万セステルティウス以上の資産を保有する富裕層を指すことになる

### エクィテスの変質
エクィテスが、ローマの富裕層の中核である元老院と区別されるようになるきっかけは、第二次ポエニ戦争に突入した紀元前218年に執政官ガイウス・フラミニウスが後押しして成立させた、現職の元老院議員及びその子に大型船の保有を禁じたクラウディウス法とされる。この法は議員であるノビレスを伝統的な農業に従事するものと規定したが、一方でこの頃ローマは商業的なギリシャ系植民市を支配下に置き、紀元前3世紀中頃には銀貨を使い出しており、商業的に大いに発展していた。そして第一次ポエニ戦争を通じて属州を獲得したローマは、ケンソルが入札で属州における徴税者を決めるシステムをとった。
例えばシキリアは穀物供給に重要な属州とされ、ローマに十分の一税を収めてきたが、追加の徴収もあり、これらの徴収と輸送には大規模な資本が必要と思われ、エクィテスが参入していたことが予想される。更に金融業者としても参入していたことがキケロの『ウェッレス弾劾演説』からも読み取れ、エクィテスの経済活動の伸張が見て取れる。
同様にイベリア半島の銀鉱山運営、アフリカ属州における穀物の取り扱いなどへの参入も考えられ、紀元前133年にはアッタロス3世によるペルガモン遺贈によって、アシアへとその活動は拡大した。こうして、元老院議員は農業に限定され、経済的な金融や商業を行うものたちは、エクィテスとして区別されるようになった。こうした公共事業をケンソルから請け負う人々をポリュビオスはプブリカニと呼ぶが、18の騎兵ケントゥリアに属する者に加え、資産がありながらもそこから漏れた者たち等を含む最富裕層が担っていたと考えられる。
具体的にいつからエクィテスが元老院やプレブスとは別の集団として区別されていたかについては、紀元前210年に執政官マルクス・ウァレリウス・ラエウィヌスが戦費調達のため、元老院に対し、騎兵身分（equester ordo）とプレブスの見本として率先して納税するよう諭した逸話があり、この前後に行われた大規模インフラ整備でもエクィテスが仕事を請け負っていることなどから、シキリア獲得後に経済的に豊かになったエクィテスが、この頃には区別されるようになっていたと考えられる。ポリュビオスによれば、紀元前2世紀におけるプブリカニの活動は、元老院や発注者であるケンソルによって制限され、その掣肘への反発もあったという。
また軍事的には、スキピオ・アフリカヌス以降、騎兵はヌミディアといった同盟国や属州などから調達することが通例となり、紀元前133年の第一次奴隷戦争を最後にローマ市民による騎兵は見られなくなった。そしてエクィテスは紀元前123年頃、ガイウス・グラックスの護民官時代を境に、軍事から経済的集団へと完全に切り替わったとも考えられている。

### グラックス改革
紀元前149年、属州における政務官の不法所得返還請求を行う常設審問所（quaestio de repetundis）が開設され、その審判人は元老院議員が選出されていた。しかしガイウス・グラックスによって、この審判人を恐らくエクィテスが独占するように改められた。更に彼はエクィテスを味方につけるため、アシア属州における徴税権を、ケンソルを通じてエクィテスに委託するように改めた。このことはエクィテスに経済活動の自由を保障し、実業家となった彼らは元老院と対立出来る力をつけていった。

### 共和政後期
ユグルタ戦争では煮え切らない元老院に対し、平民と北アフリカでの利権を侵害されたエクィテスが共同で非難し、参戦に踏み切らせたとする説もあり、またガイウス・マリウスへの指揮官交代劇は、彼らの強い影響があったとも考えられる。紀元前100年に起ったルキウス・アップレイウス・サトゥルニヌスの暴動の際には元老院に協力するなど、自身の利益のために独自に動いていたことが窺える。キケロは人々に対し、「元老院議員、騎兵身分の皆さん、そしてローマの市民諸君」と呼びかけていたという。元老院のみが使用していた金の指輪も、徐々に公有馬の騎士や私有馬の騎士が使うようになっていったという。
幾度かの審判人資格を巡る争いがあり、ルキウス・コルネリウス・スッラによってその資格を奪われ、多くのエクィテスがプロスクリプティオの標的とされたが、その後はグナエウス・ポンペイウスやガイウス・ユリウス・カエサルといった個人が台頭していく。エクィテスもそれぞれの利害関係によって陣営が分かれ、政治的には大きな影響力を振るえず、最終的にアウグストゥスの覇権に至ったという。

### 帝政期

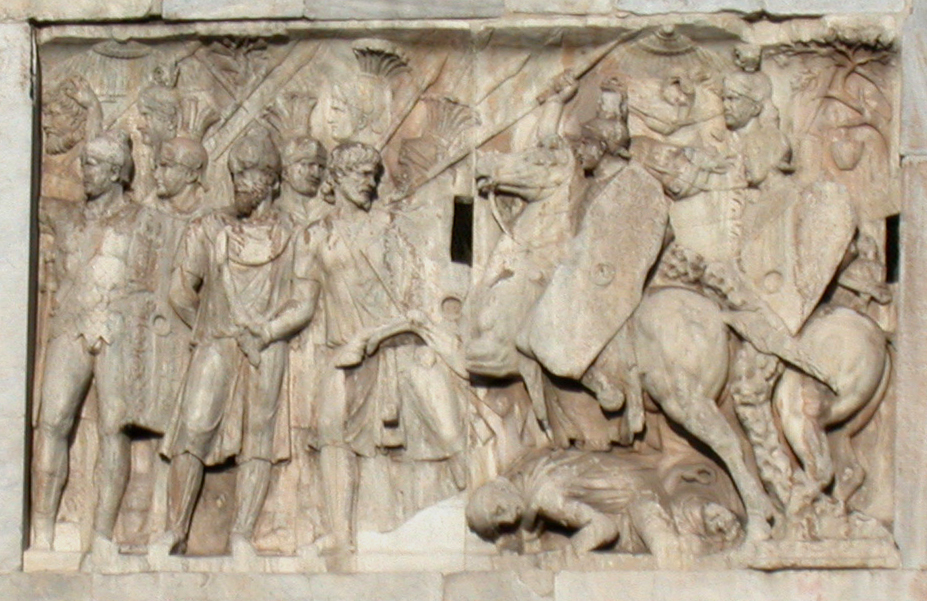
トラヤヌスの大フリーズに描かれた騎士のフリーズ。ダキア戦争のトラヤヌスの記念柱の続きを描いたもの

アウグストゥスにより帝政ローマに移行すると、元老院の権力は削られ、官僚が台頭してくるが、エクィテスは経済的な集団として持続し、ノビレスと並んで官僚や指揮官としてその制度を支えていったと考えられる。これまで資産としては18の騎兵ケントゥリアに入る資格があっても、公有馬を受け取らなかった者もいたが、アウグストゥスの改革によって、公有馬を与えられた者（equites equo publico）だけがエクィテスとされた。彼らは皇帝の私領とされたエジプト属州や政情の安定しないユダヤ属州の長官職や、本土イタリアに駐屯する唯一の軍事戦力として皇帝の護衛を務める親衛隊長官などの行政官プロクラトルを独占的に任せられ、皇帝による統治を支えた。

### 軍人皇帝期

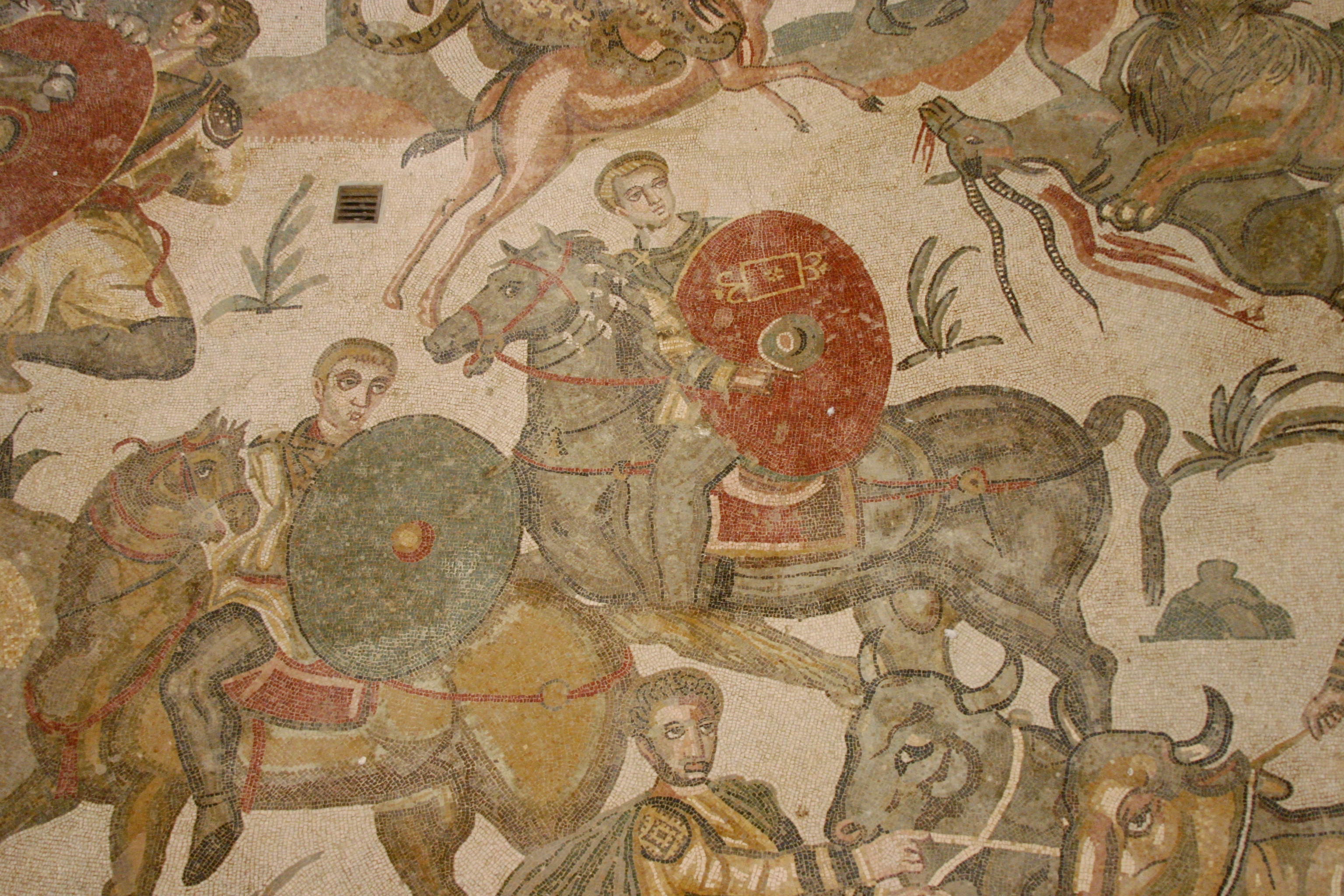
ヴィッラ・ロマーナ・デル・カサーレに描かれた騎士のモザイク画

ウァレリアヌス帝時代になると、それまでの財務官僚的で社会的に元老院議員と殆ど変わらない者たちから、軍人、特にイリュリア出身の近衛将校の進出が目立ってくる。彼らは皇帝直属の機動部隊を束ね、帝国防衛に活躍し、帝位すら奪うようになる。その後、コンスタンティヌス1世の元老院拡充政策により、騎士身分は固有の官職や称号を喪失したことで、身分としての特質を失い消滅した。